# Baronia d'Herbers

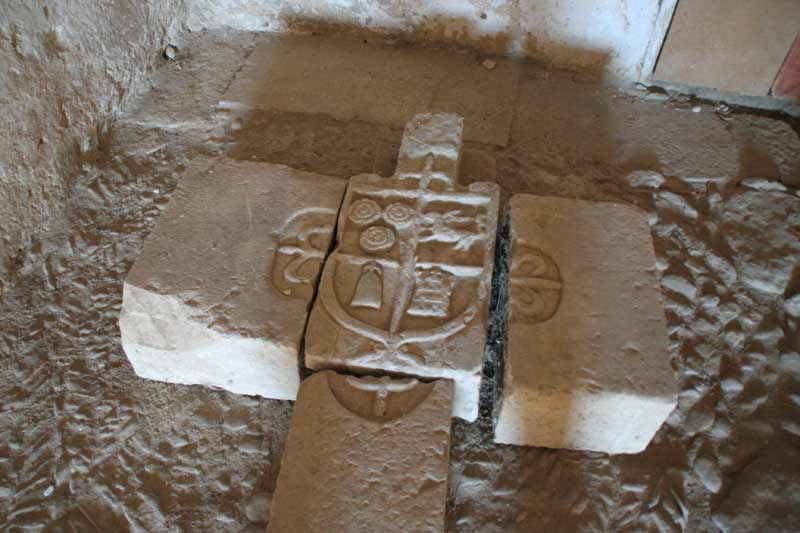
Emblema dels Barons d'Herbers

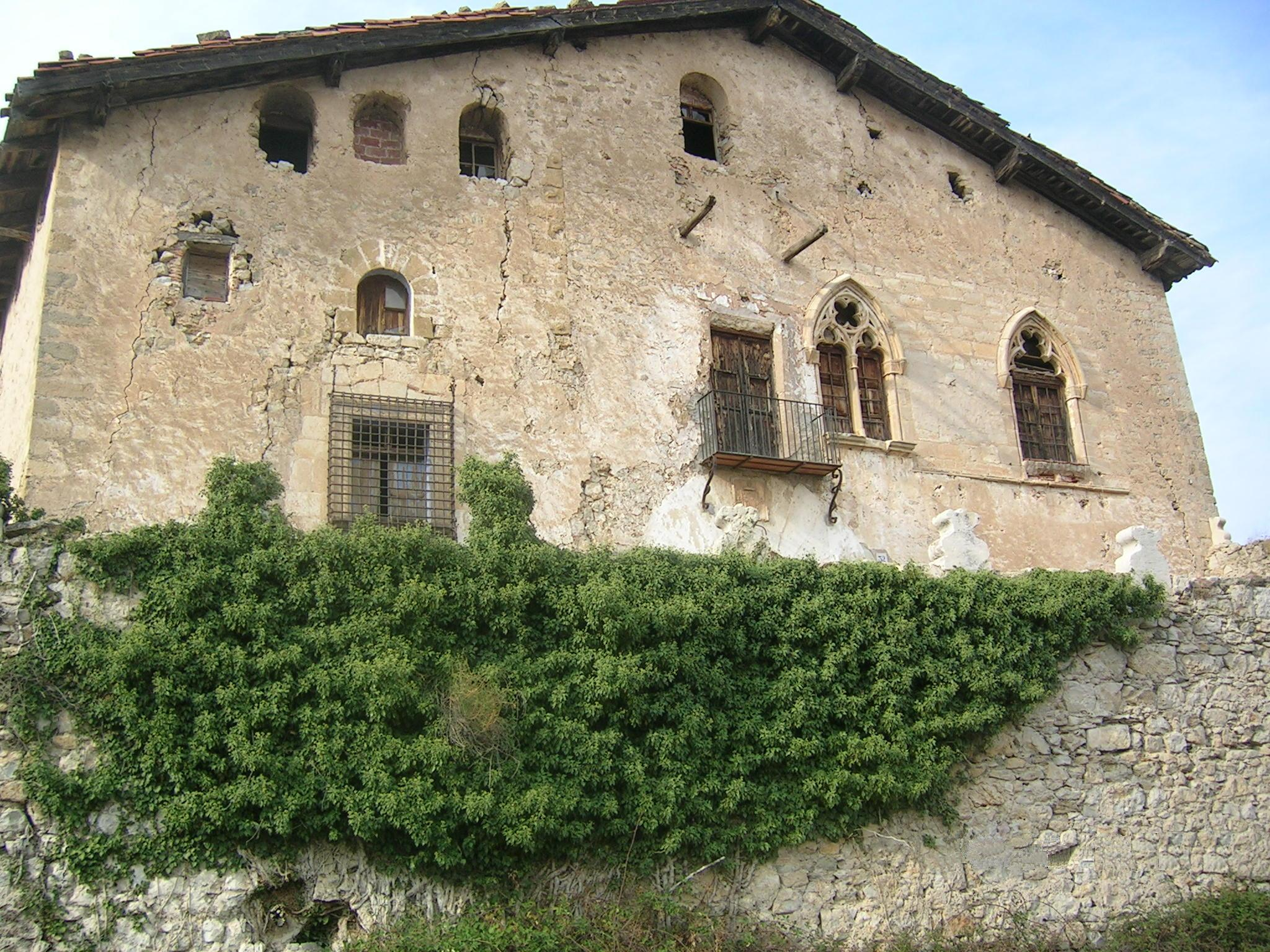
Castell d'Herbers, propietat de l'actual baró d'Herbers.

La baronia d'Herbers és un títol nobiliari creat el 3 d'agost de 1272 pel rei Jaume I d'Aragó el Conqueridor, a favor de Joan Garcés, noble del Regne d'Aragó, a qui havia estat donat Herbers per a Balasc d'Alagó.
La denominació fa referència a la vila d'Herbers, a la comarca dels Ports, província de Castelló.
El títol va passar als Valls i després als Ram de Viu, actuals posseïdors. El rei Felip V el va reconèixer com a títol del regne a favor de Jaume Ram de Viu i Valls, avi de Rafael Ram de Viu i Pueyo.
L'actual titular, des de 1988, és Carles-Xavier Ram de Viu i de Sivatte, baró d'Herbers, VII comte de Samitier i Veguer-President del Reial Estament Militar del Principat de Girona.

## Barons d'Herbers
|                                         | Titular                                               | Període                                 |
| Creació el 1272 pel rei Jaume I d'Aragó | Creació el 1272 pel rei Jaume I d'Aragó               | Creació el 1272 pel rei Jaume I d'Aragó |
| --------------------------------------- | ----------------------------------------------------- | --------------------------------------- |
| I                                       | Joan Garcés                                           | 1272-?                                  |
| II                                      | Pere Garcés de Janues                                 |                                         |
|                                         | (...)                                                 |                                         |
|                                         | Jaume-Lluís Ram de Viu i Lambau                       |                                         |
|                                         | Josep Vicenç Ram de Viu i Liñán                       |                                         |
|                                         | Jerònim Ram de Viu i Liñán                            |                                         |
|                                         | Rafael Ram de Viu i Pueyo                             | -1834                                   |
|                                         | Josep Ram de Viu y Navarro de Aragón                  | 1866-83 o 87                            |
|                                         | Lluís Ram de Viu i Quinto                             |                                         |
|                                         | Maria de la Concepció Ram de Viu i Ulzurrum de Asanza | 1919-?                                  |
|                                         | Carles-Xavier Ram de Viu i de Sivatte                 | 1988-actual titular                     |